# Ji Ting
Ji Ting (11 de outubro de 1982) é uma futebolista chinesa que atua como atacante. 

## Carreira
Atuou pela seleção de seu país nas Olimpíadas de 2004, quando marcou o único gol da China no torneio de futebol feminino.